# Rorippa aquatica
Rorippa aquatica ist eine Pflanzenart in der Familie der Kreuzblütengewächse (Brassicaceae). Diese nur in Nordamerika vorkommende Art gedeiht als Wasserpflanze.

## Beschreibung
Rorippa aquatica ist eine im Wasser lebende, unbehaarte, ausdauernde krautige Pflanze. Der aufrechte, nur im oberen Bereich verzweigte Stängel besitzt eine Länge von 30 bis 85 Zentimeter (bis zu 110 Zentimeter) und befindet sich teilweise unter der Wasseroberfläche. Die Blüten und Schoten dagegen entwickeln sich über Wasser. Sie ist mit einem Rhizom und faserigen Wurzeln im Gewässergrund verankert. Die Laubblätter sind am Stängel verteilt. Die untergetauchten Laubblätter sind kurz gestielt, ein- bis vierfach fiederteilig, fadenähnlich und fein gestaltet. Die über der Wasseroberfläche gebildeten Laubblätter sind sitzend bis 2 Millimeter lang gestielt, ungeteilt lanzettlich bis länglich, selten gelappt, mit einer Länge von meist 2 bis 5,5 Zentimeter oder maximal 1,5 bis 6,7 Zentimeter, einer Breite von meist 7 bis 15 Millimeter (5 bis 20 Millimeter) und glattem bis gesägten Rand.
Die traubigen Blütenstände sind verlängert. Die kurzgestielten Blüten sind vierzählig. Die vier mit einer Länge von 2 bis 4 Millimeter und einer Breite von 1,4 bis 1,8 Millimeter länglichen Kelchblätter fallen beim Verblühen ab. Die vier weißen Kronblätter sind 4 bis 8 Millimeter lang, 2 bis 3,5 Millimeter breit, spatelförmig bis verkehrt-eiförmig und an der Spitze abgerundet. Die mittleren Staubfäden sind 3 bis 4 Millimeter lang und die linealen Staubbeutel sind 1,7 bis 2,2 Millimeter lang. Der Fruchtknoten enthält 48 bis 80 Samenanlagen. Der 2 bis 4 Millimeter lange Griffel endet in einer leicht zweilappigen Narbe.
Der Fruchtstiel ist gerade bis gekrümmt und (selten 5 bis) 7 bis 15 Millimeter lang. In der geraden, 4 bis 7 Millimeter × 2.5 bis 3 Millimeter großen, länglichen bis ellipsoiden Schote mit einem zu einem Rand reduzierten Septum sind die Samen in zwei Reihen angeordnet. Die braunen bis rötlichen Samen sind mit einer Länge von 0,7 bis 0,8 Millimeter und einem Durchmesser 0,5 bis 0,6 Millimeter eiförmig und zeigen eine netzartige Oberfläche.
Die Chromosomenzahl beträgt 2n = 24.

## Vorkommen
Rorippa aquatica findet man in fast allen Staaten der östlichen Hälfte des nordamerikanischen Kontinents von den kanadischen Provinzen Québec und Ontario, sodann südwärts in den USA bis zum Norden des Bundesstaats Florida und westwärts bis zum Bundesstaat Texas.
Diese Art wird in ruhigem, seichtem Wasser entlang der Seenränder, in Altarmen von langsam fließenden Strömen und Rändern von Teichen angetroffen. Sie wurzelt in organischem oder sandigem Untergrund knapp über 2 Meter Tiefe und liebt üblicherweise auch volle Sonneneinstrahlung. Die auch als Wassermeerrettich bezeichnete Art kann auch im Aquarium kultiviert werden.

## Systematik
Rorippa aquatica ist eine Pflanzenart der Gattung Rorippa in der Tribus Cardamineae aus der Familie der Kreuzblütengewächse (Brassicaceae). Diese Art wurde als Nasturtium lacustre A.Gray im Jahr 1848 erstveröffentlicht und bildet das Basionym für Armoracia lacustris (A.Gray) Al-Shehbaz & V.M.Bates. Die Verschiebung in die Gattung Armoracia erfolgte 1987 oder 1935 in die Gattung Rorippa, also gibt IPNI keine Entscheidungshilfe. In anderen Quellen wird dieser Name als Synonym für eine Art mit Namen Neobeckia aquatica (Eaton) Greene betrachtet. Als weitere Synonyme findet man folgende: Armoracia aquatica (Eaton) Wiegand, Rorippa americana (A.Gray) Britton. In der Flora of North America hat sich 2010 der Brassicaceae-Spezialist Ihsan Ali Al-Shehbaz und beispielsweise auch TROPICOS aber für Rorippa aquatica (Eaton) E.J.Palmer & Steyerm. als gültigen Namen entschieden.

## Gefährdungssituation und Schutzmaßnahmen
Rorippa aquatica wird von elf Bundesstaaten der USA als gefährdete Art betrachtet und mit unterschiedlichen Gefährdungskategorien versehen. Durch den Menschen verursachte mechanische Beeinträchtigungen des Lebensraums, plötzliche Veränderungen des Wasserstands, Überwucherung durch andere Vegetationen infolge des Nachteils der geringeren Reproduktionsfähigkeit bedrohen diese Art.